# 西蒙·伯德
西蒙·伯德（Simon Antony Bird，1984年8月19日—）是一位英国演员，毕业于伦敦大学伯贝克学院，知名于在E4的情景喜剧《中间人》中扮演Will McKenzie。